# Aleš Berger
Aleš Berger (n. 18 septembrie 1946, Ljubljana, Republica Socialistă Slovenia, RSF Iugoslavia) este un scriitor, jurnalist, traducător și critic literar sloven.

## Biografie
Berger s-a născut la 18 septembrie 1946 la Ljubljana. A studiat literatura comparată și franceza la Facultatea de Filosofie a Universității din Ljubljana pe care a absolvit-o în 1970. A lucrat ca editor și critic literar și de teatru. Berger a fost jurnalist în redacția culturală a Radioului Ljubljana, iar din 1978, redactor pentru literatură tradusă la editura Mladinska knjiga. În critica sa literară, a urmărit tendințele contemporane, în special poezia de avangardă. De asemenea, a scris o serie de recenzii de teatru. 
Este cunoscut pentru traducerile sale în slovenă din franceză (opere de Lautréamont, Apollinaire, Beckett, René Char, Raymond Queneau și Jacques Prévert) și din spaniolă (Jorge Luis Borges).
În 2013, a devenit membru de onoare al Societății Traducătorilor Literari Sloveni.

## Premii
În 1987 a primit premiul Fundației Prešeren pentru traducerea sa a romanului Cânturile lui Maldoror scris de Contele de Lautréamont. În 1998 a primit premiul Rožanc pentru Krokiji in beležke (Schițe și note).
În februarie 2017, a primit premiul Prešeren pentru munca sa de o viață în domeniul traducerilor. În special, a tradus scriitori și poeți francezi eminenți, favoritul său fiind poetul Jacques Prévert (1900–1977).
A primit mai multe premii pentru munca sa, în principal ca traducător:
- Premiul Sovret (1983),
- Premiul Fundației Prešeren (1987) pentru traducerea Cânturilor lui Maldoror,
- Premiul Primarului (Župančičeva nagrada, 1993),
- Premiul Marjan Rožanc pentru eseul Schițe și note (Rožančeva nagrada, 1998),
- Premiul Schwentner (2008)
- Premiul Prešeren pentru realizări de-a lungul vieții (2017).

## Lucrări publicate
- Omara v kleti (Sertar în pivniță), eseu, 2010
- Zmenki (Datele), dramă, 2006
- Zagatne zgodbe (Povești jenante), povestiri, 2004
- Krokiji in beležke (Schițe și note), eseuri, 1998
- Novi ogledi in pogledi (Vederi și vizionări noi), critici de teatru, 1997
- Ogledi in pogledi (Vederi și vizionări), critici de teatru, 1984
- Gledališki besednjak (Un glosar teatral), 1981
- Dadaizem in nadrealizem (Dadaism și suprarealism), 1981